# 塞特利克清真寺
52°28′53″N 13°24′35″E / 52.48139°N 13.40972°E
塞特利克清真寺（德語：Şehitlik-Moschee）是德國首都柏林新克爾恩的一家清真寺，始建於1999年，由墨哈萊姆‧希爾米‧塞納爾普設計，2005年完工。
清真寺可容納1,500人聚禮，是柏林最大、德國第二大的清真寺。